# Lifou
Lifou is een eiland en gemeente in Nieuw-Caledonië, vallend onder de Province des îles Loyauté (Loyaliteitseilanden). Het is 1150 km² groot. Er woonden in 2004 10.320 mensen en de hoofdstad is Wé.

## Zoogdieren
De volgende zoogdieren (allemaal vleermuizen) komen er voor:
- Pteropus ornatus
- Miniopterus australis
- Miniopterus macrocneme
- Miniopterus robustior

## Geboren in Lifou
- Christian Karembeu (1970), Frans voetballer
- Jacques Zimako (1951-2021), Frans voetballer